# Центрумаши
Центрумаши (сербохорв. centrumaši — рус. центристы) — реформистская фракция в составе Социалистической рабочей партии Югославии (коммунистической) (позднее — Коммунистической партии Югославии). Существовала в 20-е годы XX века.

## История
Когда в апреле 1920 г. вспыхнула забастовка железнодорожников, грозившая перерасти во всеобщую стачку, внутри СРП(К) усилились трения между сторонниками большевизма и их оппонентами как реформистского, социал-демократического, так и отчасти революционно-демократического, анархистского толка. Называемые «центрумашами» умеренные, ободрённые успехами на выборах, выступали за отказ от революционного насилия, за продолжение политической борьбы легальными парламентскими средствами, а также за работу в профсоюзах и просветительскую деятельность. Они считали, что условия для революции не созрели, и саму Октябрьскую революцию, в которой коммунисты увидели начало новой эры, также подвергли критике.
На втором съезде в Вуковаре 20-25 июня 1920 года название основанной в апреле 1919 года партии было изменено на Коммунистическую партию Югославии, и «центрумаши» оказались маргинализированы. Некоторые центристские делегаты, в основном из Хорватии, покинули съезд, а остальные, преимущественно из Сербии и Боснии, были исключены из партии 10 декабря 1920 года после публикации их «Манифеста оппозиции КПЮ». Они возражали против изменения названия и продолжали использовать именование СРП (и даже баллотировались против КПЮ на выборах 1920 года). Важнейшим членом этой группы был Живко Топалович.
27-28 марта 1921 года «центрумаши» провели конференцию в Белграде, на которой сформировали Социалистическую рабочую партию Югославии, в которую в итоге вошли центристские группы из Сербии и Боснии и Герцеговины и часть немецких социалистов из Баната. На конференции также присутствовали делегаты от Югославянской социал-демократической партии (ЮСДП). «Центрумаши» из Хорватии присоединились к СРПЮ в конце мая. 1-2 августа 1921 года представители этой партии встретились с коллегами из Югославянской социал-демократической партии и Социал-демократической партии Югославии, создав Социалистический союз Югославии. Затем они подписали «Протокол к соглашению социалистических партий Югославии», в котором были определены принципы и тактика совместных действий до окончательного объединения этих партий. В результате 18 декабря 1921 года три партии слились в Социалистическую партию Югославии.